# Estola nodicollis
Estola nodicollis är en skalbaggsart som beskrevs av Stefan von Breuning 1940. Estola nodicollis ingår i släktet Estola och familjen långhorningar. Inga underarter finns listade i Catalogue of Life.